# Lawrie Fernandes
Lawrie Fernandes   (1929 - 22 de gener de 1995) va ser un jugador d'hoquei sobre herba indi que va competir durant la dècada de 1940. Era el pare de la jugadora d'hoquei sobre herba Lorraine Fernandes.
El 1948 va prendre part en els Jocs Olímpics de Londres, on va guanyar la medalla d'or com a membre de l'equip indi en la competició d'hoquei sobre herba.